# 민주행동당 (베네수엘라)
베네수엘라 민주행동당(民主行動黨, 스페인어: Acción Democrática)은 1941년에 창당된 베네수엘라의 중도좌파 정당이다.

## 개요
민주행동당의 역사는 1931년에 로물로 베탕쿠르가 콜롬비아에서 창당한 좌파혁명연합으로부터 시작되었다. 그는 당시 후안 비센테 고메스의 독재 정부를 타도하기 위해 노력했다. 후안 비센테 고메스가 물러난 후 그는 베네수엘라에 들어와서 국민민주당을 창당했다. 이 당시 초기 창립 멤버는 후안 오로페자, 페르난도 페날베르, 루이 벨트란 피게라 등이 있다.
1941년 정당명을 '민주행동당'으로 바꿨으며, 1945년 로물로 베탕쿠르가 이끄는 민주행동당 세력은 이사이아스 메디나 안게리타 군사 정부를 자신을 지지하는 군인들과 함께 연합하여 이른바. '개혁적 쿠데타'로 타도한 후, 직선제와 간접 민주제를 확립하여, 베네수엘라의 민주화를 상당부분 진행시켰다.

### 1947년 ~ 1993년
1947년, 민주행동당 출신의 로물로 갈레고스가 직접 선거에서 승리하여, 내각을 구성했지만 얼마 가지 않아서 극우 성향 쿠데타에 의해 정권을 빼앗기고, 다시 지하 정당이 된다.
1958년 신군부 세력을 저지한 민주주의 혁명이 성공하면서 민주행동당은 베네수엘라 정계에서 다시 강력한 세력으로 발돋움한다. 당시 민주행동당 주류 세력과는 거리가 멀었지만, 민주행동당을 지지했던 사회주의 성향의 좌파들은 기존의 우파 정부와 달리 민주행동당이 새로운 사회민주, 복지주의적 정책을 실현할 것이라 기대했다.
하지만 얼마 안가서 민주행동당은 푼토 피호 조약을 채결하여 보수 정당이었던 베네수엘라 민주공화연맹, 사회기독당과 야합을 한다. 또한, 당 자체도 기존의 혁명적인 사회 개혁관에서 자유주의, 보수적 강령을 채택하게 되었다. 이때부터 민주행동당은 중도좌파 정당에서 중도 정당으로 인식되었다.
야합 후 장기 집권을 하면서 베네수엘라는 정치적 민주주의가 상당 부분 진행되었지만, 경제적 민주주의는 제대로 진행되지 못했다. 이러한 이유 때문에 혁명적 좌파 운동이라는 반군 단체가 1959년에 생겼고, 이들을 축출하는 과정에서 민주행동당의 반공주의적 성향은 더욱 강화되었다.
1970년대 후반부터는 당의 주요 입지를 경제적 자유주의, 신자유주의로 해나갔으며, 지나친 경제 개방화로 인해 베네수엘라의 경제 상태를 사실상 자본주의 강대국으로부터 종속된 상태로 만들었다는 비판이 있다.
카를로스 안드레스 페레스가 집권하던 도중인 1990년부터 살인적인 경제 위기가 베네수엘라에 도래했다. 이 당시 인플레이션율은 연간 170% 이상으로 올라갔으며, 빈부격차 또한 상상 이상으로 올라가게 되었다. 하지만, 이 당시 민주행동당은 긴축정책을 발표했으며, 이러한 정책은 서민층에게 큰 반발감을 불러왔다.
또한 카를로스 안드레스 페레스 정부의 부정부패 문제로 인해 민주행동당의 지지도는 연 마다 내려가기 시작했다. 이러한 상황을 인식한 민주행동당 다수파는 카를로스 안드레스 페레스를 탄핵시킨 후 옥타비오 레파헤 등 임시대통령직을 선출시킨다. 하지만, 경제 위기와 시위 과잉진압 논란의 책임에 있어서 민주행동당은 자유롭지 못했다.
결국 이러한 상황에서 기존의 야합을 통해 유지되었던 3당 체제는 붕괴되었다. 같이 야합을 했던 사회기독당은 국민 협의회를 따로 만들었다.

### 현재
임시대통령 시기가 끝난 후, 라파엘 칼데라에게 대권을 빼앗꼈다. 대선 패배이후 민주행동당의 지지율은 지속적으로 하락했다.
1980년대 후반 이전까지 항상 과반수 이상, 또는 과반수에 가깝게 의석수를 유지해오던 민주행동당의 위상은 베네수엘라 통합사회당의 영향력 아래 급격히 줄어들었다. 현재는 277석의 의석수 중 11석의 의석수가 전부이다. 민주행동당은 공식적으로 복지주의, 서민 경제 회복이라는 구호를 내걸고 있다.

## 같이 보기
- 베네수엘라의 정당